# روزبه سینکی
روزبه سینکی (زاده ‎۱۹ بهمن ۱۳۶۴ در تهران) بازیکن فوتبال اهل ایران است کاپیتان و در پست دروازه‌بان برای باشگاه بهمن تهران در لیگ دسته دوم فوتبال ایران بازی میکند.

## سوابق باشگاهی
وی سابقه عضویت در تیم‌هایی همچون باشگاه فوتبال 
پارس جنوبی جم
برای باشگاه فوتبال پارس جنوبی جم بیش از چهل بازی انجام داد و روز های خوبی را با این تیم جنوبی تجربه کرد  
نیروی زمینی
در سال ۲۰۱۴ به مدت یک فصل به این تیم حاضر در لیگ یک ایران پیوست
مس سرچشمه
استقلال اهواز،
آلومینیوم هرمزگان،
ماشین‌سازی تبریز، 
گل‌گهر سیرجان
برای باشگاه فوتبال گل‌گهر سیرجان  بازی های درخشانی انجام داد و ۴۸ بازی در چند فصلی که به این تیم‌ پیوست در سال های بازی انجام داد.
آرمان گهر
در این باشگاه نیز ۱۵ بازی انجام داد و در لیگ یک بود
را در کارنامه دارد.